# Esther Grether
Die Schweizerin Esther Grether (* 1936 als Esther Kast) gilt als eine der bedeutendsten Kunstsammlerinnen für Gegenwartskunst und Moderne Kunst. Ihre Privatsammlung umfasst über 600 Werke und wird auf über 700 Millionen Franken geschätzt. Die Familie Grether befindet sich seit 2016 auf der Liste der 300 reichsten Schweizer. Ihr Vermögen beläuft sich auf 1'750 Millionen Franken (2019, Platz 95).

## Unternehmerin
Esther Grether übernahm 1975 als Delegierte des Verwaltungsrates die Führung des Unternehmens Doetsch Grether AG. Das in Basel domizilierte Unternehmen ist im Bereich Marketing und Vertrieb von Produkten in den Bereichen Pharma, OTC und Consumer Care tätig und umfasst bekannte Marken wie Grether’s Pastilles, Tiger Balm oder neo-angin. Esther Grether kam als Sekretärin in das Unternehmen und heiratete später den Firmenpatron Hans Grether. Nach dessen Tod 1975 übernahm sie die Firmenleitung und wurde Firmeninhaberin. 2016 zog sich Esther Grether und ihre beiden Kinder Suzanne und Hans Christophe aus dem Unternehmen zurück.
Esther Grether sass auch im Verwaltungsrat der Swatch Group. Hier trat sie 2014 aus gesundheitlichen Gründen nicht zur Wiederwahl an. Die Familie Grether hält weiterhin ein Aktienpaket von über vier Prozent an der Swatch Group.

## Kunstsammlung
Die Kunstsammlung von Esther Grether umfasst 600 Werke, deren Gesamtwert auf über 700 Millionen Franken geschätzt wird. Zur Sammlung zählen Werke von bekannten Künstlern wie Picasso, Paul Cézanne, Salvador Dalí, Francis Bacon, Ferdinand Hodler, Georges Braque oder auch Félix Henri Giacomottis hagerer Wanderer, Louise Bourgeois Spinnen sowie Bruce Naumans Lichtfiguren. 2014 zählte Esther Grether zu den Top-200 der internationalen Art-Collectors.
Die Sammlung befindet sich am privaten Wohnsitz von Esther Grether in Basel und war lange Zeit nur ausgewählten Besuchern zugänglich. 2014 gab sie mit der Publikation des Buches Affinité élective. Wahlverwandtschaft. Die Sammlung Esther Grether erstmals einem breiten Publikum Einblick in die umfassende Sammlung. Im Herbst 2019 wurden 19 Werke als Leihgabe im Basler Kunstmuseum ausgestellt – darunter namhafte Werke wie ein surrealistisches Bild von Salvador Dali, ein impressionistisches Gemälde von Paul Cézanne, charakteristische Zeichnungen und Skulpturen von Alberto Giacometti sowie ein Set skurriler Werke von René Magritte.